# Couloir

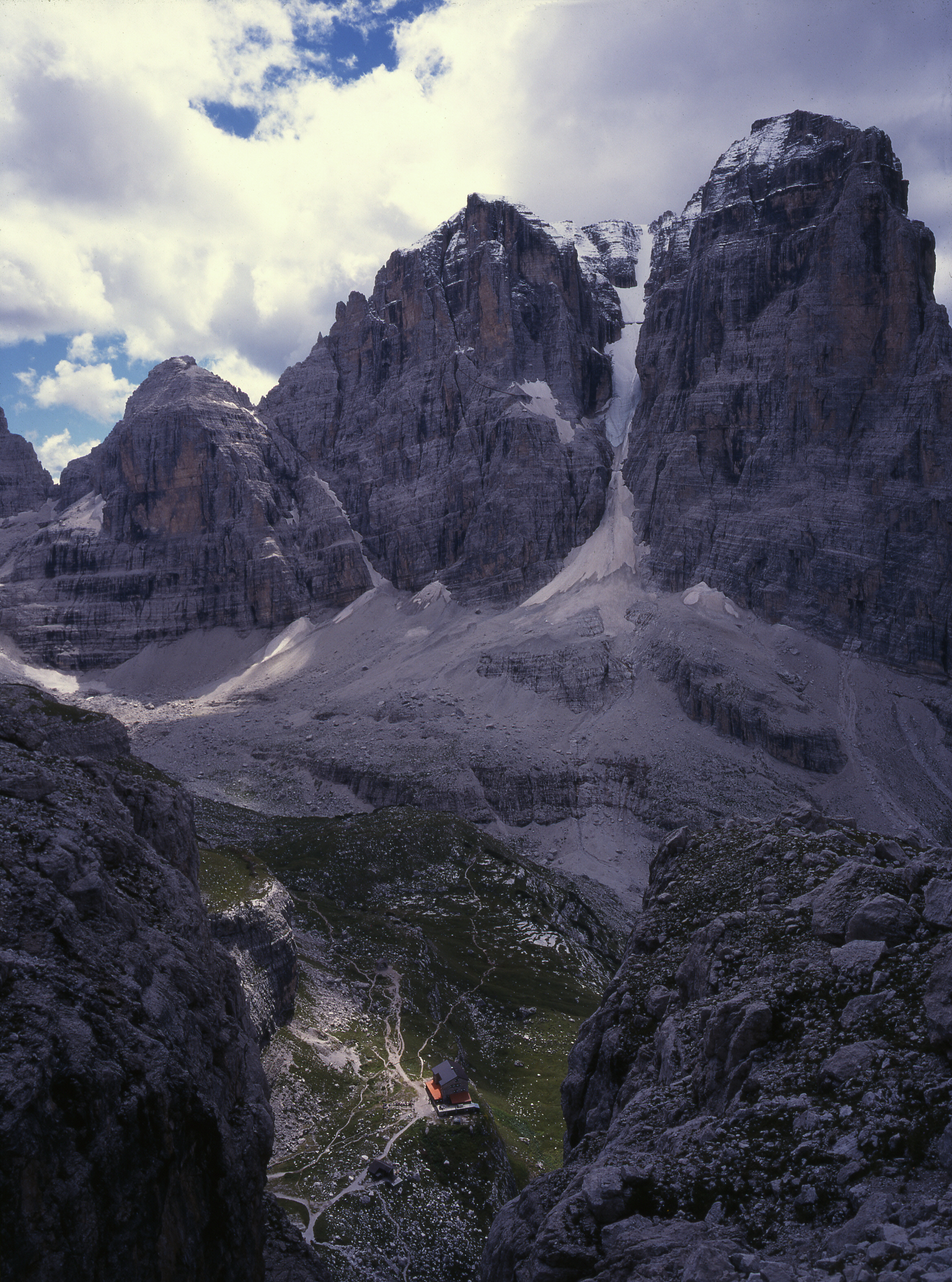
Die Cima-Tosa-Nordeisrinne zwischen Cima Tosa (links) und Crozzon di Brenta

Ein Couloir (französisch für Korridor) ist eine von Felsen begrenzte und oft mit Schnee oder Eis gefüllte Rinne an einem Berghang oder in einer Bergwand. Couloirs sind steil und meist eng und aufgrund ihrer Struktur meist dem Stein- oder Eisschlag ausgesetzt. Oft werden sie aber auch einfach nur als Rinne bezeichnet. 
Im Unterschied zur weniger steilen Riese bleibt in der Rinne der Schuttfuß (Geröllhalde) nicht liegen, wohl aber Schnee. Sie ist steiler als der Schüttwinkel von Gestein, Schnee kann sich aber bis in die annähernde Senkrechte anlegen. Daher ist das Couloir blanker Fels oder Altschnee, aber immer steinschlaggefährdet und typische Lawinenzone.
Beispiele:
- die Pallavicini-Rinne am Großglockner mit 55°, maximal 60°, von Pallavicini, Tribusser, Bäuerle und Kramser am 18. August 1876 erstbegangen[1]
- das Grand Couloir, das auf der Normalroute auf den Mont Blanc zu queren ist

Couloirs werden auch als Routen beim Extremskifahren verwendet.